# 레온 4세
레온 4세(그리스어: Λέων Δ' o Χαζάρος, 750년 1월 25일~780년 9월 8일)는 775년부터 780년까지 동로마 제국을 다스리던 황제였다. 아버지는 콘스탄티노스 5세이고 어머니는 하자르족 출신의 공주였다. 그의 별칭인 하자로스는 그의 어머니가 하자르족이기 때문에 붙여졌다.
2살 때부터 아버지에 의해 공동황제로 임명되었고 769년에 아테네 출신의 이리니와 결혼하였다. 775년 아버지가 죽자 단독황제가 되었는데 이듬해 이복형제들이 반란을 일으켰지만 곧 진압되었다. 그의 치세 동안 압바스 왕조의 칼리파가 연이어 소아시아를 침공했으며 레오는 군대를 보냈지만 별 성과가 없이 소아시아의 대부분을 이슬람에게 내주었다.
열렬한 성상파괴론자였던 할아버지 레오 3세와 아버지 콘스탄티노스와는 달리 레온 4세는 성상옹호자들을 강력하게 박해하지는 않았는데 아마도 황후인 이레네의 영향이었을 것이다. 그러나 그가 죽기 직전에는 몇몇 성상옹호를 주장하는 관리들을 투옥한 일이 있었다. 그는 치세 내내 아내인 이리니에게 휘둘렸고 건강도 좋지 않았다. 780년 여름 레온은 건강이 급속도로 나빠져 심한 열병을 앓았고 9월 8일 죽었다. 10살짜리 외아들 콘스탄티노스가 그의 뒤를 이어 황제가 되었다.